# Пален, Пётр Алексеевич
Граф (с 22 февраля 1799) Пётр Алексе́евич Па́лен (нем. Peter Ludwig Graf von der Pahlen; 17 [28] июля 1745 —13 [25] февраля 1826) — генерал от кавалерии (1798), один из ближайших приближённых Павла I, возглавивший заговор по его отстранению от престола. В 1798—1801 гг. петербургский военный губернатор, до этого правитель Рижского наместничества (1792—1795) и первый генерал-губернатор Курляндии (1795).

## Биография

### Происхождение
Из курляндских баронов. Родился 17 июля 1745 года в имении Кауцмюнде (герцогство Курляндия и Семигалия), которым владел его отец Арендт-Дитрих Пален (1707—1753). Детство провёл в родовой усадьбе Пальмс (по некоторым сведениям и родился там, а не в Кауцмюнде). Имел сестру Шарлотту, чей муж Унгерн-Штернберг владел почти всем островом Даго.
С 1760 года служил в лейб-гвардии Конном полку, участвовал в сражениях с турками. Был ранен при Бендерах в правое колено и награждён 1 ноября 1770 года орденом Св. Георгия 4-й степени «за отличное мужество при штурмовании Бендерской крепости и храбрость, с которою предводительствуя, отнимал у неприятеля бастионы, батареи и улицы». Премьер-майор (1772). А 1779—1787 годах командовал Ямбургским карабинерным полком. 21 апреля 1787 года произведен в генерал-майоры.
Продолжал службу, в том числе и под начальством брата своей матери генерал-аншефа Дерфельдена. Во время второй войны с турками отличился при штурме Очакова, 14 апреля 1789 года получил орден Св. Георгия 3-й степени «во уважении на усердную службу и отличную храбрость, оказанную им при взятии приступом города и крепости Очакова, командуя колонною». 
В 1790 году находился в Ревеле, состоял при тамошнем наместнике А. И. Врангеле и оказывал ему содействие в наблюдении за шведским флотом во время русско-шведской войны. По заключению мира со шведами был направлен Екатериной II в Стокгольм с важной дипломатической миссией, имея задачей избежать попытки реванша со стороны шведов за проигранную войну, идеи которого приняли широкий размах в среде шведской аристократии. Справился с своей задачей и сыграл важную роль в подготовке и заключении русско-шведского союзного оборонительного договора от 8 (19) октября 1791 года.
С 1792 года правитель Рижского наместничества, вёл переговоры о присоединении Курляндии, Семигалии и Пильтенского округа к Российской империи.

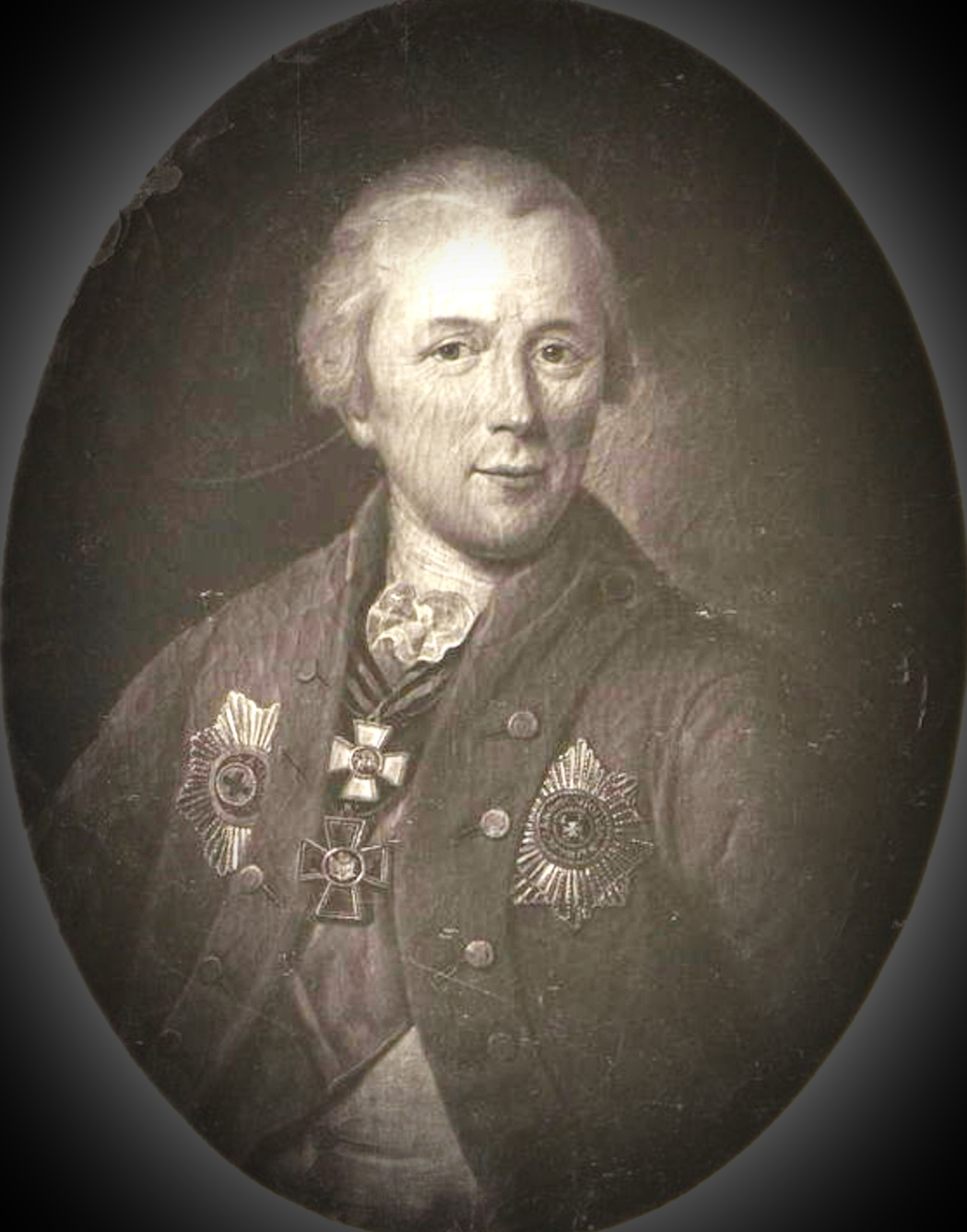
Пётр Алексеевич Пален. Портрет написан Фридрихом Гартманом Баризьеном до 1789 г. Фотография портрета выполнена в фотоателье К.А. Фишера на Кузнечном мосту в Москве. 1900-е

С 1795 года курляндский генерал-губернатор.
При императоре Павле I 3 декабря 1796 года был назначен шефом Рижского кирасирского полка, стоявшего на квартирах в Риге, но вскоре одним из первых подвергся немилости. В это время в Риге по приказанию императора Павла была приготовлена торжественная встреча для бывшего польского короля Станислава-Августа, собиравшегося ехать в Петербург. В назначенный день расставили на улицах почётную стражу, приготовили парадный обед. Но бывший польский  король не появился в Риге. Как раз в этот день через город проезжал, будучи выслан из Петербурга, бывший фаворит императрицы Екатерины ныне опальный князь  Зубов. Увидев русского генерала, стража отдала ему честь, а приготовленным королевским обедом накормили Зубова.
Когда об этом доложили Павлу, он пришёл в бешенство и написал Палену следующее: «С удивлением уведомился я обо всех подлостях, вами оказанных в проезд князя Зубова через Ригу; из сего я и делаю сродное о свойстве вашем заключение, по коему и поведение Мое против вас соразмерено будет». В январе 1797 года Пален был уволен от должности губернатора «за почести и встречи, делаемые партикулярным людям, как-то при проезде князя Зубова, и за отлучку в Митаву для провожания его же», а 26 февраля был отставлен от должности шефа Рижского кирасирского полка и «выключен из службы».

### Опора императора
Скоро Пален вновь удостоился внимания остывшего от гнева императора Павла и был принят на службу с назначением инспектором кавалерии и командиром лейб-гвардии Конного полка.  Пален по этому поводу сравнивал себя «с теми маленькими куколками, которых можно опрокидывать и ставить вверх дном, но которые опять всегда становятся на ноги». 31 марта 1798 года произведён в генералы от кавалерии.
С помощью Кутайсова Пален быстро приобрёл доверие императора. «При Павле его способности придворного, испытанная изворотливость, неизменно хорошее настроение, умение вовремя ответить и непоколебимый апломб способствовали упрочению его влияния». Довольно скоро он снискал также уважение императрицы Марии Фёдоровны и фаворитки Павла Нелидовой. «Невозможно, зная этого чудного старика, не любить его», — писала императрица Плещееву 9 сентября 1798 г.

Большого роста, широкоплечий, с очень благородным лицом, Пален имел вид, по свидетельству госпожи Ливен, «самый честный, самый весёлый» на свете. Обладая «большим умом, оригинальностью, добродушием, проницательностью и игривостью в разговоре», он представлял собой «образец правдивости, веселья и беззаботности». Легко неся жизненное бремя, он физически и духовно дышал «здоровьем и радостью».

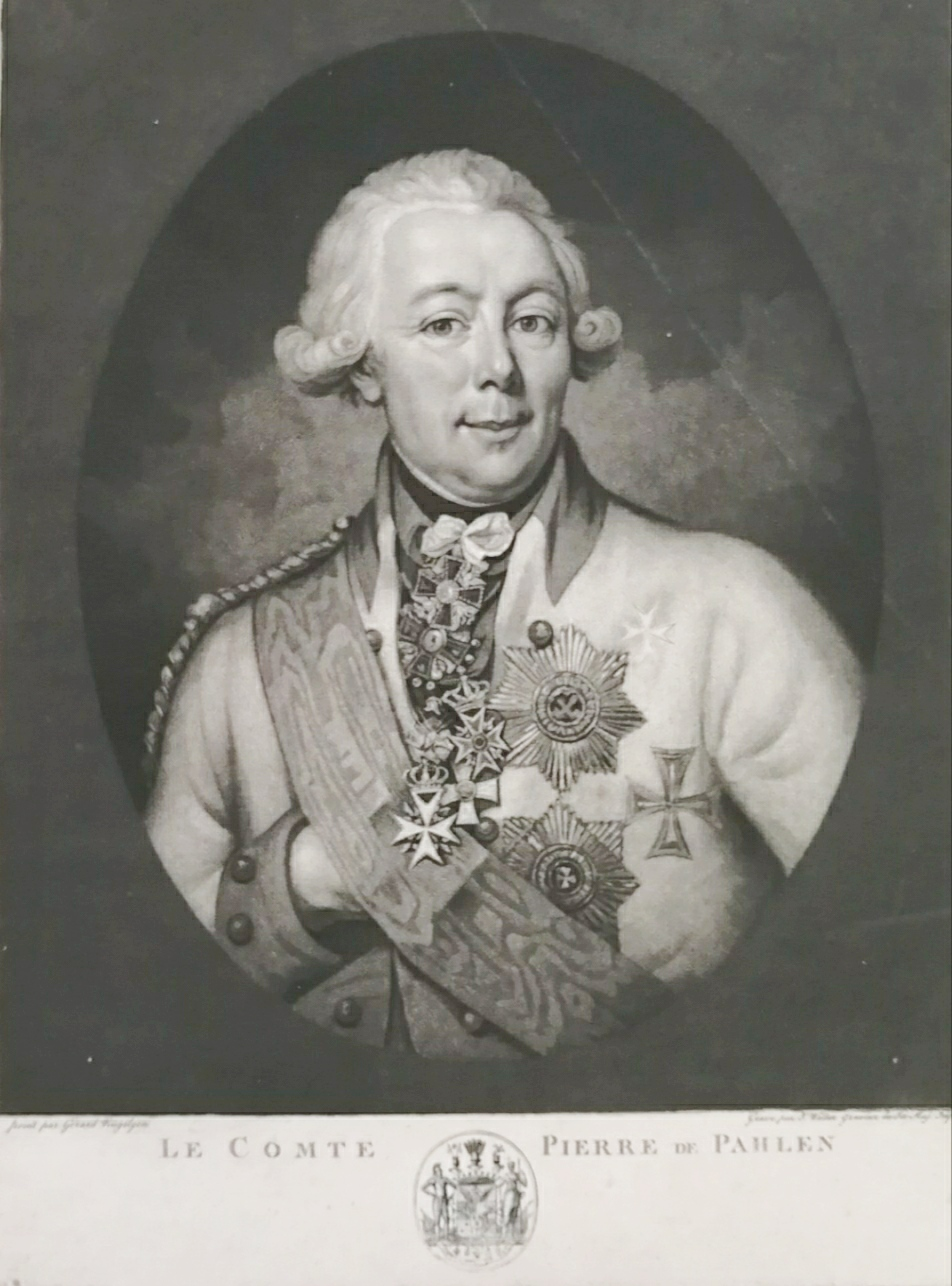
Пален после марта 1801 года в генеральском кавалерийском мундире с Андреевской лентой, с мальтийским крестом, орденом Святого Лазаря под крестом Александра Невского и с Георгиевским крестом. Гравюра Уолкера по несохранившейся картине Г. Кюгельгена. Государственный Русский музей

Пользуясь неограниченной милостью Павла I, в течение трёх лет, с 1798 по 1801 гг., Пален был назначен военным губернатором Санкт-Петербурга и начальником остзейских губерний, инспектором 6 военных инспекций, Великим канцлером Мальтийского ордена, главным директором почт, членом Совета и Коллегии иностранных дел. Живший в эмиграции в Митаве будущий французский король Людовик XVIII пожаловал ему Командорский крест ордена Святого Лазаря Иерусалимского. 
В августе 1800 года граф Пален был на короткое время (до 21 октября) уволен с должности губернатора, так как император на случай готовившейся им войны с Англией поручал ему командование одной из армий, собиравшейся в то время у Брест-Литовска. На пробных манёврах Павел остался им так доволен, что тут же, близ Гатчины, возложил на него большой крест Мальтийского ордена.
Во время пребывания Палена в должности главы столицы (1798—1801) был утверждён городской устав (1798), окончено возведение Михайловского замка и здания Морского кадетского корпуса. На Марсовом поле появились памятники русским полководцам — П. А. Румянцеву и А. В. Суворову. В столицу из Кронштадта был перемещён чугунолитейный завод.

### Заговор и цареубийство
В последние месяцы царствования Павла, помимо руководства столицей, Пален заведовал и всей внешней политикой. Устроив опалу Ростопчина, Пален занял вместо него место первоприсутствующего члена Иностранной коллегии. Он ещё более усилил своё значение с приобретением (18 февраля 1801) поста главного директора почт, позволявшего ему просматривать корреспонденцию оппонентов.

Добродушие, весёлость, беззаботность, прямота были только маской, под которой «чудный старик» скрывал в течение почти шестидесяти лет совершенно другого человека, показавшего себя только теперь. Лифляндцы в нём это отлично подметили. Они говорили, что их губернатор изучал ещё в школе пфиффикологию.
Чувствуя всю непрочность своего положения, Пален встал во главе заговора, направленного на незаконное принудительное отречение императора Павла от престола в пользу сына Александра, но из-за завязавшейся во время исполнения плана заговора  пьяной драки, приведшего к жестокому убийству государя, желаемая цель бескровного заговора достигнута не была.
В заговоре Пален играл двойную роль, стараясь в случае неудачи отойти от участия в нём. Добился от императора Павла I письменного повеления арестовать наследника и показал его Александру Павловичу, чтобы побороть его колебания в заговоре. Накануне цареубийства заговорщиками "было выпито много вина, и многие выпили более, чем следует; в конце ужина, как говорят, Пален будто бы сказал: «Помните, господа: чтобы полакомиться яичницей, надо прежде всего разбить яйца!»
Наутро после убийства, 12 марта 1801 года, граф Пален первым сообщил Военной коллегии о кончине императора Павла и пригласил всех принять присягу в 8 часов утра на верность императору Александру. Однако он приобрёл непримиримого врага в лице императрицы Марии Фёдоровны, которая настояла на прекращении его карьеры. Уволен в отставку «за болезнями от всех дел» 1 апреля 1801 года с приказанием немедленно выехать в своё курляндское поместье Гросс-Экау.
В курляндских имениях Пален прожил четверть века, пережив даже императора Александра. Своим гостям он откровенно рассказывал подробности подготовки и осуществления заговора. Скончался 13 февраля 1826 года в Митаве без раскаяния за участие в заговоре, закончившемся гибелью царя, заявляя, что совершил «величайший подвиг освобождения от тирана».

## Семья

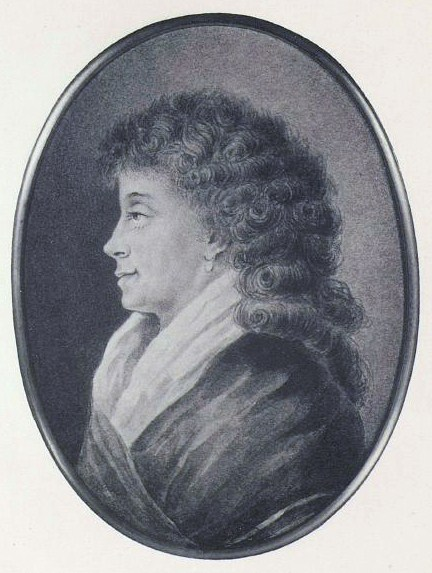
Графиня Юлиана Пален

Пален был женат с 20 мая 1773 года на Юлиане Ивановне (1751—1814), дочери барона Эрнеста-Иоганна Шеппинга (1711—1777) от брака с баронессой Юлианой-Агатой Гейкинг, наследнице имения Ислиц близ г. Бауска в Курляндии. В 1799 году Юлиана Ивановна была назначена гофмейстериной двора великого князя Александра Павловича и в том же году сопровождала в Вену великую княгиню Александру Павловну, вышедшую замуж за эрцгерцога Иосифа.
Дети:
- Наталья (1774—1862), замужем за графом Георгом фон Дунтеном;
- Павел (1775—1834), генерал от кавалерии, отец графини Юлии Самойловой;
- Пётр (1777—1864), генерал от кавалерии, русский посол во Франции;
- Луиза (1778—1831), замужем за графом И. Ф. Медемом (1763—1838);
- Фёдор (1780—1863), крупный дипломат;
- Юлия (1782—1862), замужем за графом П. И. Тизенгаузеном;
- София (1783—1832), фрейлина;
- Иван (1784—1856), капитан гвардии, отец министра юстиции К. И. Палена;
- Генриетта (1788—1866), замужем за бароном Петером Теодором фон Ганом;
- Николай (1790—1884), владелец майората Экау.

По свидетельству графини В. Н. Головиной холодная, строгая, неприветливая графиня Пален внушала первоначально недоверие молодым великому князю и великой княгине, двором которых она управляла. Они предполагали, что ей поручено наблюдать за ними и отдавать отчёт во всём, происходившем у них; но вскоре княгиня Елизавета Алексеевна вполне оценила характер графини Пален, внушавший к себе уважение, и в ответ на её привязанность ответила такими же чувствами. Сама нежная мать, графиня в особенности была полезна, когда Елизавета Алексеевна лишилась дочери Марии.

## Художественный образ
Пален стал персонажем романов Марка Алданова «Чёртов мост» и «Заговор».
В 1908 году Д. С. Мережковский написал пьесу «Павел I», которая стала очень популярна и шла на сценах разных театров много лет. В 2003 году режиссёром Виталием Мельниковым к 300-летию Санкт-Петербурга по этой пьесе был снят художественный фильм «Бедный, бедный Павел». В отличие от пьесы, акцент в фильме сделан не только на судьбе Павла I, но и на роли Палена в заговоре против императора Павла I. Пален представлен трагической фигурой, организовавшей заговор против своей воли, заботясь не о себе, а о благе России. Роль Палена исполнил Олег Янковский, Павла I — Виктор Сухоруков. Фильм получил множество наград и признание у зрителей.
Киновоплощения

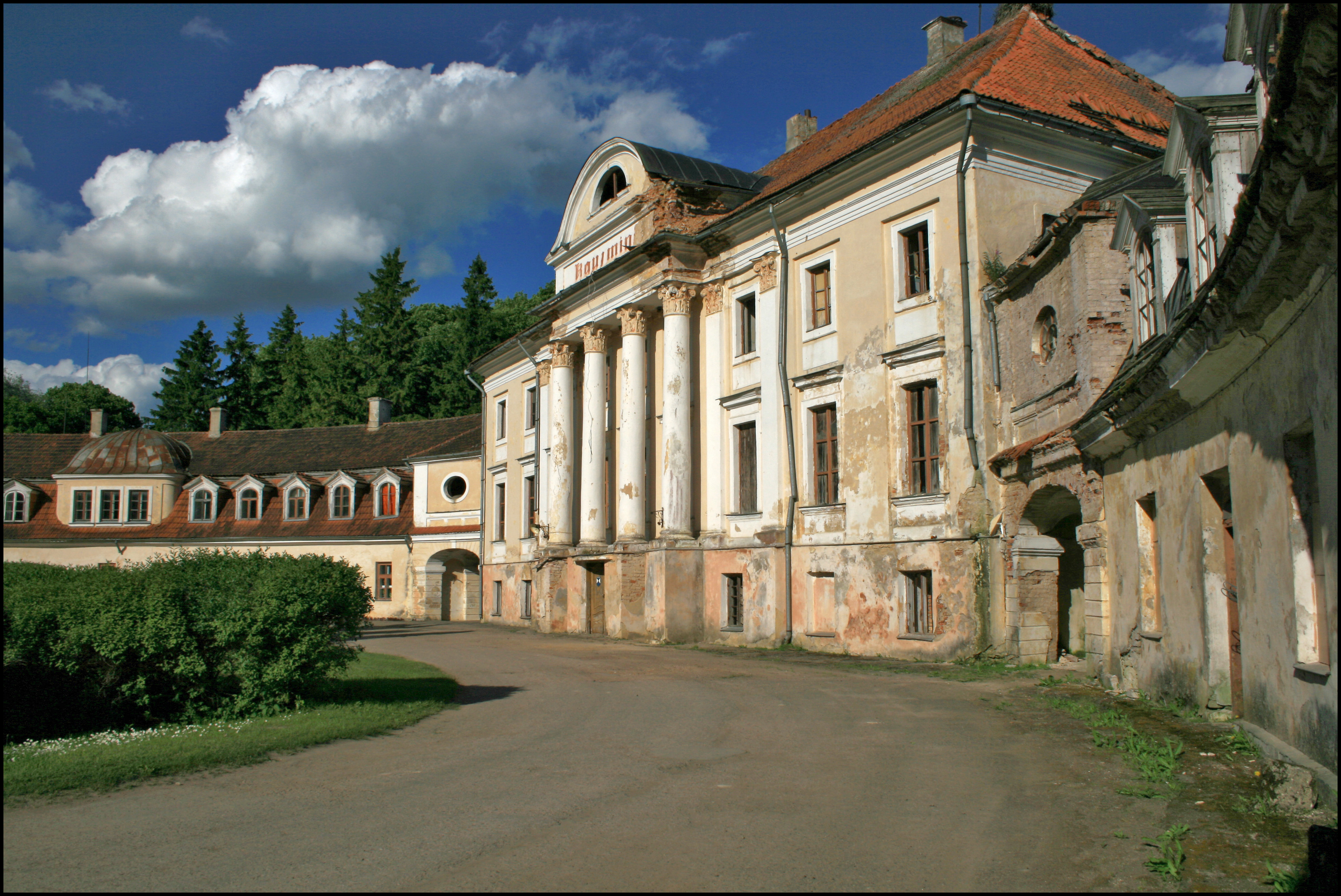
Имение Палена в Кауцминде

- Льюис Стоун в фильме «Патриот», США, 1928 год.
- Борис Горин-Горяйнов в фильме «Поручик Киже», 1934 год.
- Виктор Сухоруков в фильме «Золотой век», 2003 год.
- Олег Янковский в фильме «Бедный, бедный Павел», 2003 год.
- Игорь Ясулович в сериале «Адъютанты любви», 2005—2006 гг.
- Даниил Спиваковский в сериале «Александр I», 2025 год.
- Кирилл Кяро в сериале «Павел. Первый и последний», 2025 год.